# Бокарев, Геннадий Кузьмич
Геннадий Кузьмич Бокарев (9 декабря 1934, с. Бобровское, Свердловская область, РСФСР, СССР — 21 февраля 2012, Екатеринбург, Россия) — советский и российский кинодраматург, прозаик, заслуженный деятель искусств РСФСР (1984), почётный гражданин Свердловской области (2009). Автор более двадцати киносценариев.

## Биография
Родился 9 декабря 1934 года в селе Бобровском под Свердловском в семье служащих.
В 1943 году переехал в Свердловск. Интерес к чтению открылся у Геннадия в три года, в пятнадцать лет он начал писать свои первые произведения.
В 1955 году окончил Свердловский радиотехникум имени А. С. Попова и был призван на службу в Советскую Армию. Вернувшись в 1958 году в Свердловск, работал травильщиком на Верх-Исетском заводе, затем на Уральском заводе тяжёлого машиностроения (УЗТМ) на должности лаборанта, техника и инженера. В 1961 году поступил во Всесоюзный государственный институт кинематографии на сценарный факультет, учился заочно. После окончания института был назначен главным редактором художественного вещания на Свердловской студии телевидения (1968−1974).
С 1974 по 1980 год работал главным редактором сценарно-редакционной коллегии Свердловской киностудии, с 1985 года состоял в должности главного редактора и художественного руководителя по игровым фильмам.
Член Союза писателей СССР с 1973 года, Союза кинематографистов СССР с 1975 года, Российской академии киноискусств «Ника» с 1998 года.
Скончался 21 февраля 2012 года в Екатеринбурге, похоронен в родном селе.

## Творчество
В 1964 году первая повесть Г. К. Бокарева «Мы» опубликована в журнале «Юность». В 1972 г. закончена работа над пьесой «Сталевары», которая была поставлена Олегом Ефремовым во МХАТе. В 1974 году пьеса была экранизирована на киностудии «Мосфильм».
За время работы на Свердловской киностудии написал сценарии к фильмам других киностудий: «Весь мир в глазах твоих» (Киностудия имени Довженко), «Хочу, чтобы он пришёл» (студия им. Горького), «Дорога на край жизни» и «Приговорённый» («Мосфильм»). В сотрудничестве с другими режиссёрами написаны сценарии к таким фильмам, как «Перед рассветом», «На полпути в Париж» и «Сель» (реж. Я. Лапшин), «Конфликтная ситуация» и «Дорога на край жизни» (реж. Р. Мурадян), «Найти и обезвредить» и «Болевой приём» (реж. Г. Кузнецов), «Приговорённый» (реж. А. Кордон) и другие.
В последние годы работы написал ряд киносценариев («Здравствуй, брат!», «Раздайте патроны, поручик Голицын…», «Колея» и «Порченая»), высоко оценённых критиками.

## Премии и награды
- Заслуженный деятель искусств РСФСР (3 декабря 1984 года)
- Премия губернатора Свердловской области за выдающиеся достижения в области литературы и искусства (2003).
- Литературная премия имени Мамина-Сибиряка (2004).
- Почётный знак «За заслуги перед городом Екатеринбургом» (2004)
- Орден Почёта (19 мая 2005 года) — за заслуги в области культуры и искусства, многолетнюю плодотворную деятельность[5]
- Почётный гражданин Свердловской области (2009)

## Избранная фильмография

### Сценарист
- 1974 — Самый жаркий месяц
- 1976 — Середина жизни
- 1977 — Весь мир в глазах твоих…
- 1978 — Пуск
- 1981 — Конфликтная ситуация
- 1981 — Хочу, чтоб он пришёл
- 1982 — Найти и обезвредить
- 1982 — Здесь твой фронт
- 1984 — Дорога к себе
- 1987 — Приговорённый
- 1989 — Перед рассветом
- 1991 — Большое золото мистера Гринвуда
- 1992 — Болевой приём
- 1995 — Дорога на край жизни
- 2000 — На полпути в Париж

### Актёр
- 1973 — По собственному желанию — эпизод

## Интересные факты
- Благодаря Геннадию Бокареву был снят и выпущен на экраны телефильм Михаила Козакова «Безымянная звезда». Козаков хотел снять телеспектакль «Безымянная звезда» ещё в конце 1960-х годов. Но тут состоялось назначение Сергея Лапина на пост Председателя Комитета по радио- и телевещанию.

Лапин был известен суровостью цензуры и антисемитизмом, и телевизионное начальство слишком многое смутило в сценарии, заявленном Козаковым. Аллюзии и параллели искали и находили буквально во всём: ведь уже вовсю шла борьба с диссидентством. Не помогли ни известность самой пьесы, которая уже с успехом шла на сценах театров, ни личный авторитет Козакова.
К счастью, в 1978 году Козаков познакомился с Геннадием Бокаревым — на тот момент главным редактором Свердловской киностудии. Ему Козаков также предложил сценарий «Безымянной звезды», и Бокарев пообещал Козакову «пробить» съёмки (причём не как телеспектакля, а именно как телефильма) от Свердловской киностудии. И «пробил». Снимали фильм на деньги Свердловской киностудии, но на базе «Ленфильма». Телевизионное начальство картину приняло, хотя и с трудом: авторитет: Геннадия Бокарева, автора пьесы «Сталевары», был непререкаем. Фильм вышел на экраны.